# NBL 챔피언십
NBL 챔피언십(영어: NBL Championship Series)은 NBL의 마지막 시리즈이자 포스트 시즌의 마지막이다. 챔피언십 시리즈는 3전 2선승제 또는 5전 3선승제의 다양한 형식으로 진행되었다. 1938년부터 1940년까지, 1945년부터 1949년까지 챔피언십 시리즈는 동부 디비전의 우승자와 서부 디비전의 우승자를 가렸다. 그러나 제2차 세계 대전으로 인해 리그에 속한 팀들이 줄어들었기 때문에 NBL은 1941년부터 1944년까지는 디비전 분리되지 않았고 플레이오프는 단일 리그의 상위 4개 팀이 포함되었다.

## 내력
| 시즌 | 우승팀                      | 스코어  | 준우승팀               | 비고                                    |
| ---- | --------------------------- | ------- | ---------------------- | --------------------------------------- |
| 1938 | 애크런 굿이어 윙푸츠        | 2승 1패 | 오슈코시 올스타즈      | 디비전 챔피언 끼리 대결함.              |
| 1939 | 애크런 파이어스톤 논-스킨스 | 3승 2패 | 오슈코시 올스타즈      | 디비전 챔피언 끼리 대결함.              |
| 1940 | 애크런 파이어스톤 논-스킨스 | 3승 2패 | 오슈코시 올스타즈      | 디비전 챔피언 끼리 대결함.              |
| 1941 | 오슈코시 올스타즈           | 3승     | 시보이건 레드스킨스    | 단일 리그로 상위시드와 하위시드 대결함. |
| 1942 | 오슈코시 올스타즈           | 2승 1패 | 포트웨인 졸너 피스턴스 | 단일 리그로 상위시드와 하위시드 대결함. |
| 1943 | 시보이건 레드스킨스         | 2승 1패 | 포트웨인 졸너 피스턴스 | 단일 리그로 상위시드와 하위시드 대결함. |
| 1944 | 포트웨인 졸너 피스턴스      | 3승     | 시보이건 레드스킨스    | 단일 리그로 상위시드와 하위시드 대결함. |
| 1945 | 포트웨인 졸너 피스턴스      | 3승 2패 | 시보이건 레드스킨스    | 디비전 챔피언 끼리 대결함.              |
| 1946 | 로체스터 로열스             | 3승     | 시보이건 레드스킨스    | 디비전 챔피언 끼리 대결함.              |
| 1947 | 시카고 아메리칸 기어즈      | 3승 2패 | 로체스터 로열스        | 디비전 챔피언 끼리 대결함.              |
| 1948 | 미니애폴리스 레이커스       | 3승 1패 | 로체스터 로열스        | 디비전 챔피언 끼리 대결함.              |
| 1949 | 앤더슨 더피 패커스          | 3승     | 오슈코시 올스타즈      | 디비전 챔피언 끼리 대결함.              |

## 같이 보기
- NBA 파이널
- ABA 파이널